# Lead Belly
Lead Belly, pseudonimo di Huddie William Ledbetter (Mooringsport, 20 gennaio 1888 – New York, 6 dicembre 1949), è stato un cantante e chitarrista statunitense.
Talvolta accreditato come Leadbelly, è stato uno dei più importanti esponenti della musica blues e virtuoso della chitarra a 12 corde.
Appartenente alla tradizione del delta blues, ma anche alla tradizione afroamericana, i suoi brani e il suo apporto stilistico sono stati di particolare influenza per innumerevoli artisti successivi.
Il suo nome d'arte deriva dalle parole inglesi lead (piombo) e belly (pancia). Egli scelse questo pseudonimo dopo aver riportato una ferita da arma da fuoco: il proiettile non venne mai estratto e perciò gli rimase del "piombo nella pancia".

## Biografia
Figlio unico di Wesley e Sally, all'età di cinque anni si trasferì con la propria famiglia a Leigh, nel Texas. È allora che iniziò il suo interesse per la musica, su incoraggiamento dello zio Terrell che gli aveva regalato una fisarmonica.

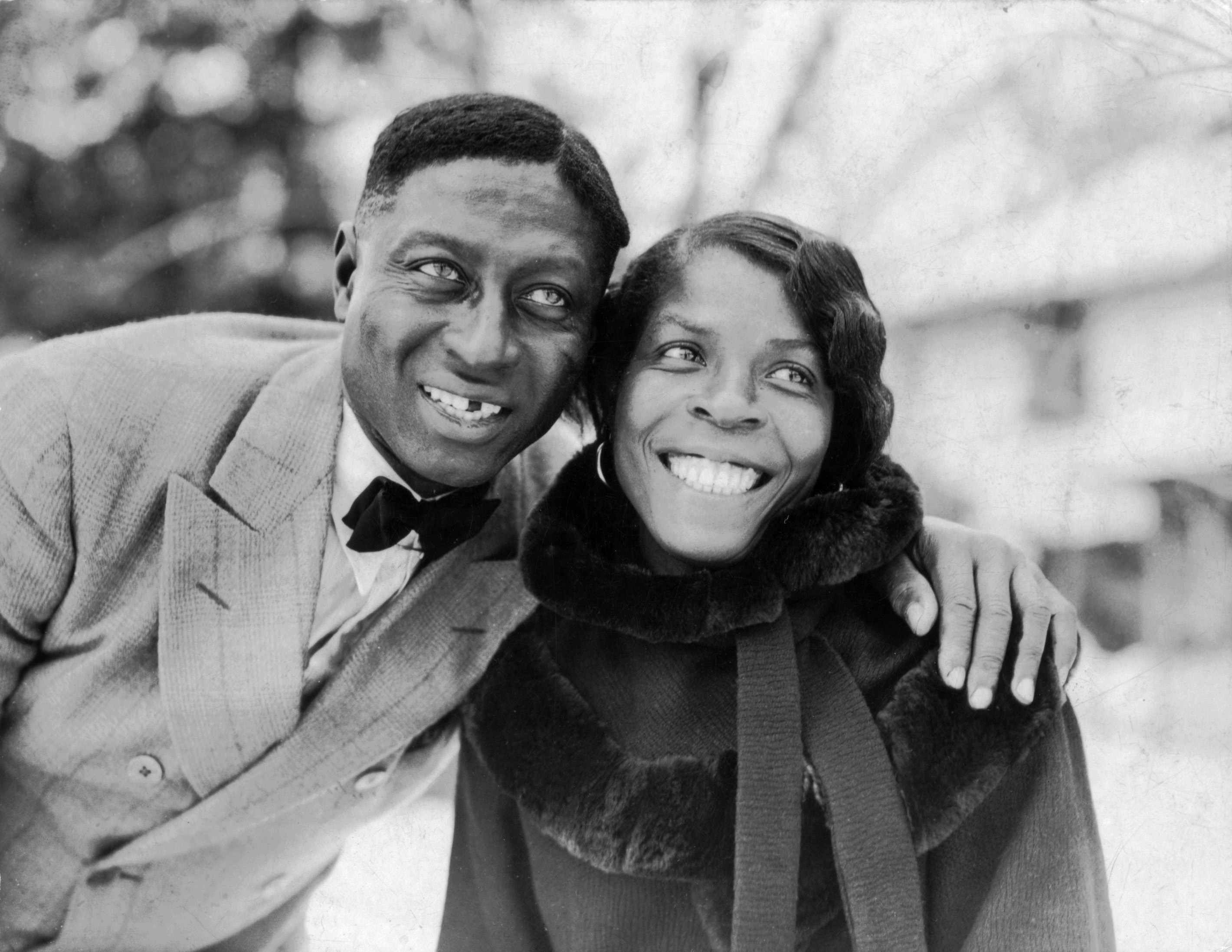
Huddie Ledbetter (Leadbelly) e Martha Promise Ledbetter

All'età di sette anni ebbe luogo la sua prima fuga infantile, atto iniziale di una vita movimentata. Alcuni anni dopo giunse la prima chitarra, fino a quando, ventunenne, Huddie lasciò casa per vagare lungo il Texas e la Louisiana, nel tentativo di vivere da musicista. I dieci anni successivi li trascorse all'insegna del vagabondaggio attraverso i territori del sudovest statunitense, suonando la chitarra quando possibile e lavorando come manovale quando necessario.
La sua vita travagliata lo portò a essere raccoglitore di cotone, operaio delle ferrovie, amante (ricercato per l'accusa d'aver messo incinta due volte una ragazza senza sposarla, accuse molto comuni in quegli anni verso uomini neri ma non sempre fondate), bevitore e chitarrista. Spesso le sue abitudini irruente e il suo stile di vita violento, unite al contesto storico culturale influenzato dal razzismo negli USA d'inizio Novecento, lo condussero dietro le sbarre.
Negli anni dieci, suonò nei club per neri delle cittadine della Louisiana e poi a Dallas (dove incontrò Blind Lemon Jefferson nel 1915).
Nel 1916 Huddie si trovava in cella, la prigione fu assaltata e lui si rese protagonista di una fuga. Trascorse i due anni successivi sotto lo pseudonimo di Walter Boyd. In seguito fu anche riconosciuto colpevole di omicidio a seguito di una rissa, e venne condannato a trent'anni di reclusione da scontare tramite il lavoro coatto presso il Carcere di Huntsville. Secondo una leggenda, fu rilasciato dopo sette anni, su gesto di clemenza del governatore che aveva ascoltato una sua canzone:
(Lead Belly, Governor Pat Neff)

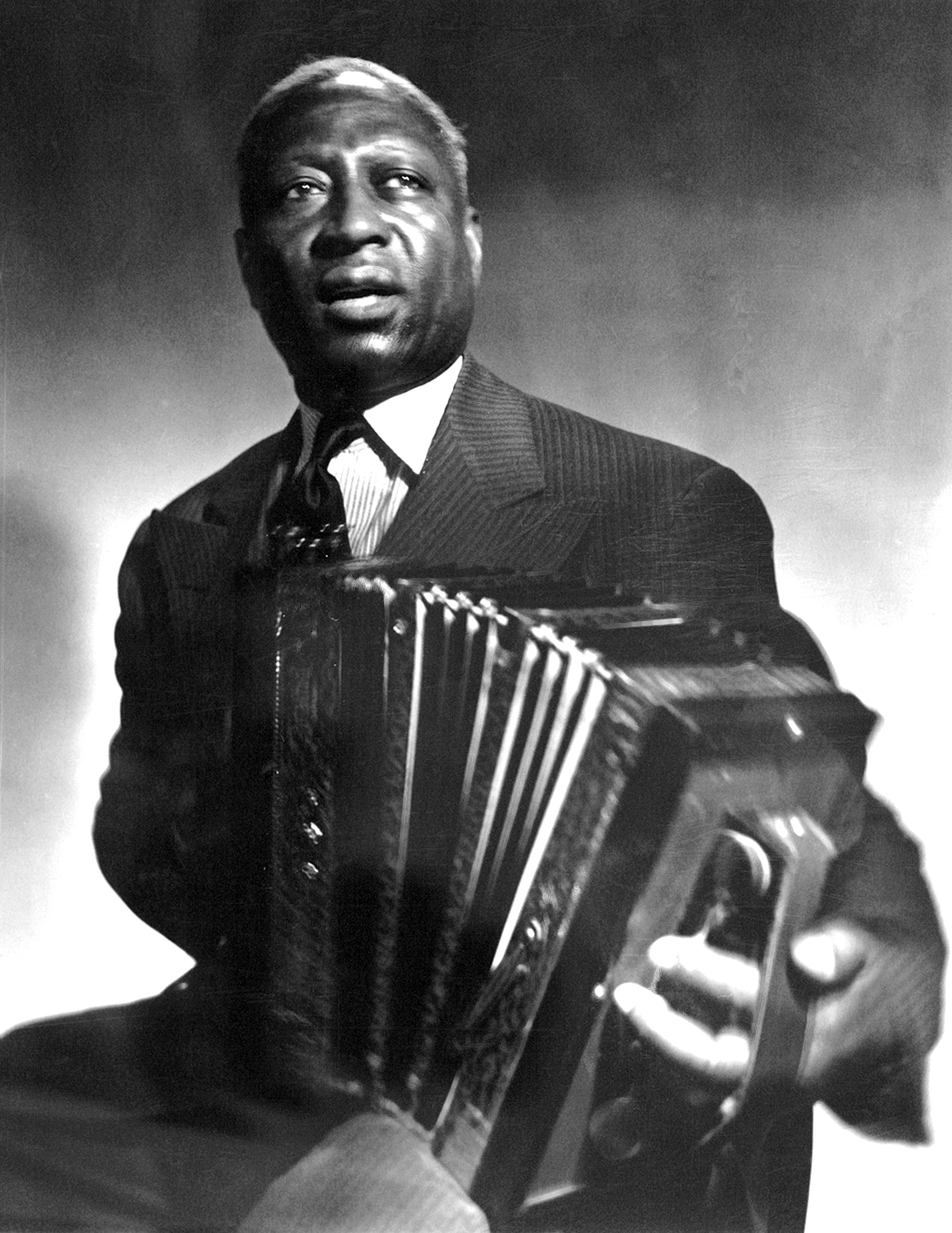
Leadbelly con la sua fisarmonica

Grazie a questa canzone, il Governatore Pat Neff si sarebbe convinto del pentimento di Huddie, scarcerandolo.
Nel 1930 venne nuovamente arrestato per rissa; dopo un processo sommario fu condannato per tentato omicidio e rinchiuso nel Penitenziario di Stato della Louisiana. Qui, nel luglio 1933, Huddie incontrò John A. Lomax, etnomusicologo, e suo figlio Alan col quale stava viaggiando nel sud, per conto della Biblioteca del Congresso, con lo scopo di raccogliere e registrare le ballate tradizionali folk, tramandate sino ad allora solo per via orale.
I due scoprirono che le prigioni del sud degli Stati Uniti erano fra i luoghi più fertili ove reperire canti di lavoro, ballate, spiritual e canti popolari. Leadbelly, tuttavia, fu una scoperta del tutto inaspettata.

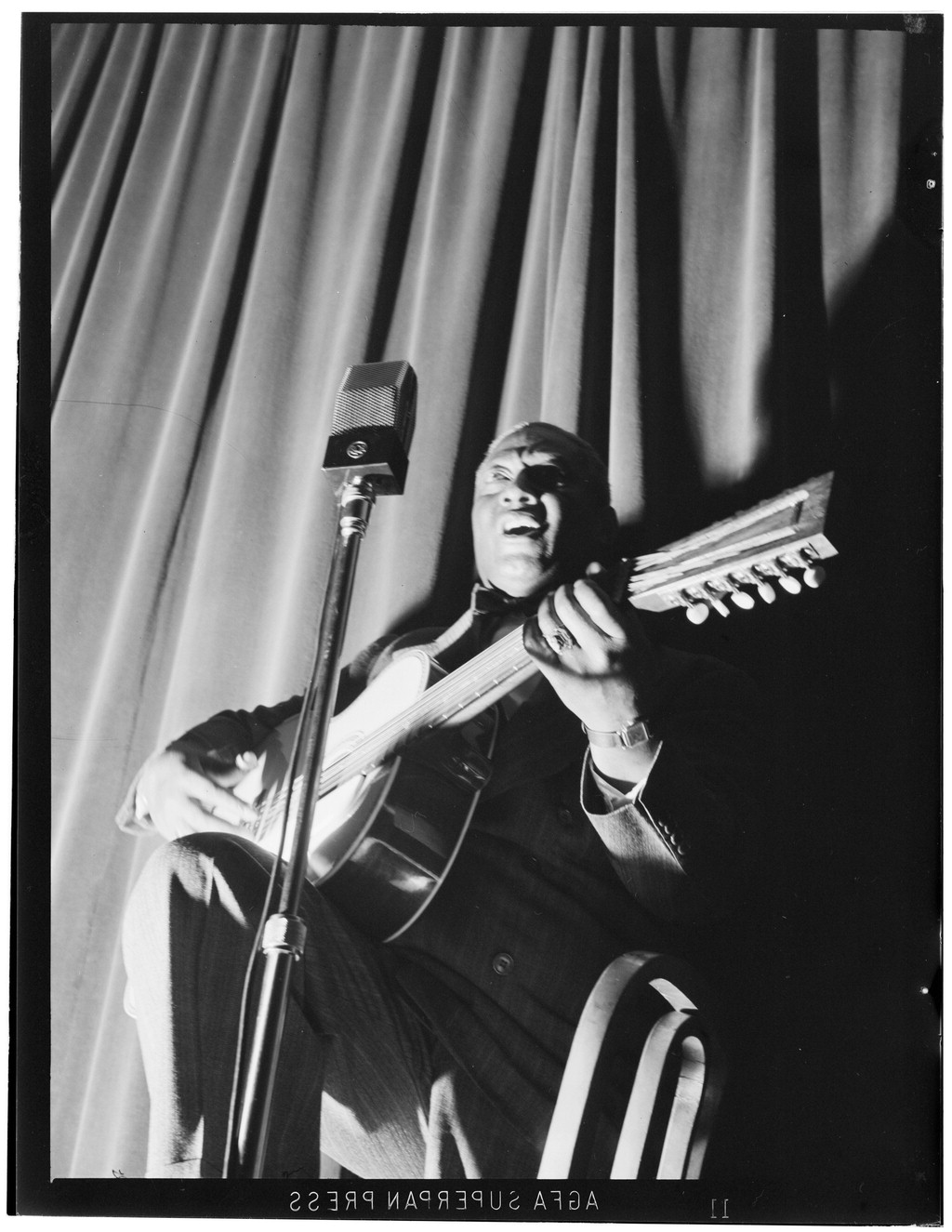
Leadbelly con la sua chitarra

Nel giro di pochi giorni i Lomax registrarono centinaia di canzoni. Tornarono al penitenziario nell'estate del 1934 per dedicarsi ulteriormente alle registrazioni, e vennero a conoscenza della storia del perdono accordatogli in precedenza dal governatore dopo aver ascoltato una sua canzone. I Lomax, perciò, incisero la canzone inviata al governatore e sulla facciata opposta del disco Goodnight, Irene. Una copia di queste registrazioni fu in seguito consegnata al governatore Allen. Sebbene la grazia gli sia stata accordata, non è storicamente provato che avvenne direttamente per la commozione suscitata nel governatore dalle canzoni, ma nel giro di un mese Leadbelly ottenne anche in questo caso un mandato di scarcerazione. Egli, poco tempo dopo, raggiunse i Lomax in Texas mettendosi a loro disposizione in segno di gratitudine per il loro gesto.
Nel 1935 Lomax portò Leadbelly nel nord America, dove ottenne un buon successo. È durante questi viaggi che un giorno udì cantare Cab Calloway, imprecando e affermando di volerlo picchiare ogni volta che avrebbe cantato. La sua inclinazione ad affrontare violentemente i conflitti interpersonali lo condusse a minacciare lo stesso Lomax con un coltello e la loro amicizia si interruppe.
Nonostante ciò, nel 1940 Leadbelly divenne ben noto presso l'industria musicale. Nei nove anni successivi la sua notorietà crebbe e il suo successo si mantenne stabile fino a che, durante un tour europeo, gli fu diagnosticata la sclerosi laterale amiotrofica che lo condusse alla morte il 6 dicembre 1949. La sua versione di Rock Island Line del 1942 entrò nella Grammy Hall of Fame Award 2016.

## Stile
Leadbelly è stato un cantante e chitarrista della dodici corde versatile ed eclettico, capace di una precoce fusione di folk, cakewalk, ragtime, barrelhouse, cajun, boogie woogie e bottleneck.
Ha modernizzato il genere della ballata bianca miscelandola coi ritmi e i valori culturali della comunità nera. Le sue composizioni più famose sono state sfruttate dai folksinger bianchi, fra i tanti musicisti che lo riscoprirono e gli tributarono riconoscimenti.

## Cover
La cover maggiormente conosciuta è quella realizzata dai Ram Jam nel 1977. I Nirvana realizzarono una cover del brano folk Black Girl che Leadbelly incise nel 1944; questa cover è intitolata Where Did You Sleep Last Night e fu prima pubblicata come lato B del singolo Pennyroyal Tea è poi inclusa nell'album postumo MTV Unplugged in New York. I Nirvana inoltre hanno reinterpretato anche i brani They Hung Him on a Cross, Ain't It a Shame e Grey Goose (quest'ultima solo in versione strumentale), tutti contenuti nel box set With the Lights Out.
Tom Jones invece ha interpretato Black Betty in una versione remixata in stile dance.
Un'altra cover di rilievo del brano Black Betty è contenuta nell'album Kicking Against the Pricks di Nick Cave and the Bad Seeds.
I Led Zeppelin suonarono una versione di Gallows Pole nel loro terzo album.

## Riferimenti in altri media
- Nel romanzo fantascientifico L'era dei miracoli di John Shirley uno dei personaggi si chiama Black Betty, che è anche il titolo di una canzone di Leadbelly; nello stesso romanzo il ritornello del brano viene cantato quasi fosse una formula dotata di poteri o un mantra.
- Nel 1976, il regista Gordon Parks girò il film Leadbelly, nel quale la parte di Lead Belly fu assegnata a Roger E. Mosley.

## Discografia

### Singoli
| Anno | Titolo (lato A/lato B)                                           | Etichetta | Num. cat. | Data incisione                 | Num. matrice      | Note |
| ---- | ---------------------------------------------------------------- | --------- | --------- | ------------------------------ | ----------------- | --- |
| 1935 | All Out and Down Packin' Trunk                                   | Banner    | 33359     | 23 gennaio 1935                | 16688-2 16685-1   | L'American Record Corporation decise di pubblicare simultaneamente queste canzoni sulle sei differenti etichette di loro proprietà |
| 1935 | All Out and Down Packin' Trunk                                   | Melotone  | M13326    | 23 gennaio 1935                | 16688-2 16685-1   | L'American Record Corporation decise di pubblicare simultaneamente queste canzoni sulle sei differenti etichette di loro proprietà |
| 1935 | All Out and Down Packin' Trunk                                   | Oriole    | 8438      | 23 gennaio 1935                | 16688-2 16685-1   | L'American Record Corporation decise di pubblicare simultaneamente queste canzoni sulle sei differenti etichette di loro proprietà |
| 1935 | All Out and Down Packin' Trunk                                   | Perfect   | 0314      | 23 gennaio 1935                | 16688-2 16685-1   | L'American Record Corporation decise di pubblicare simultaneamente queste canzoni sulle sei differenti etichette di loro proprietà |
| 1935 | All Out and Down Packin' Trunk                                   | Romeo     | 5438      | 23 gennaio 1935                | 16688-2 16685-1   | L'American Record Corporation decise di pubblicare simultaneamente queste canzoni sulle sei differenti etichette di loro proprietà |
| 1935 | All Out and Down Packin' Trunk                                   | Paramount | 14006     | 23 gennaio 1935                | 16688-2 16685-1   | L'American Record Corporation decise di pubblicare simultaneamente queste canzoni sulle sei differenti etichette di loro proprietà |
| 1935 | Four Day Worry Blues New Black Snake Moan                        | Banner    | 33360     | 23 gennaio 1935                | 16689-2 16691-2   | L'American Record Corporation decise di pubblicare simultaneamente queste canzoni sulle sei differenti etichette di loro proprietà |
| 1935 | Four Day Worry Blues New Black Snake Moan                        | Melotone  | M13327    | 23 gennaio 1935                | 16689-2 16691-2   | L'American Record Corporation decise di pubblicare simultaneamente queste canzoni sulle sei differenti etichette di loro proprietà |
| 1935 | Four Day Worry Blues New Black Snake Moan                        | Oriole    | 8439      | 23 gennaio 1935                | 16689-2 16691-2   | L'American Record Corporation decise di pubblicare simultaneamente queste canzoni sulle sei differenti etichette di loro proprietà |
| 1935 | Four Day Worry Blues New Black Snake Moan                        | Perfect   | 0315      | 23 gennaio 1935                | 16689-2 16691-2   | L'American Record Corporation decise di pubblicare simultaneamente queste canzoni sulle sei differenti etichette di loro proprietà |
| 1935 | Four Day Worry Blues New Black Snake Moan                        | Romeo     | 5439      | 23 gennaio 1935                | 16689-2 16691-2   | L'American Record Corporation decise di pubblicare simultaneamente queste canzoni sulle sei differenti etichette di loro proprietà |
| 1935 | Four Day Worry Blues New Black Snake Moan                        | Paramount | 14017     | 23 gennaio 1935                | 16689-2 16691-2   | L'American Record Corporation decise di pubblicare simultaneamente queste canzoni sulle sei differenti etichette di loro proprietà |
| 1936 | Becky Deem, She Was a Gamblin' Girl Pig Meat Papa                | Banner    | 6-04-55   | 23 gennaio 1935 March 25, 1935 | 16678-1 17181-1   | L'American Record Corporation decise di pubblicare simultaneamente queste canzoni sulle sei differenti etichette di loro proprietà |
| 1936 | Becky Deem, She Was a Gamblin' Girl Pig Meat Papa                | Melotone  | 6-04-55   | 23 gennaio 1935 March 25, 1935 | 16678-1 17181-1   | L'American Record Corporation decise di pubblicare simultaneamente queste canzoni sulle sei differenti etichette di loro proprietà |
| 1936 | Becky Deem, She Was a Gamblin' Girl Pig Meat Papa                | Oriole    | 6-04-55   | 23 gennaio 1935 March 25, 1935 | 16678-1 17181-1   | L'American Record Corporation decise di pubblicare simultaneamente queste canzoni sulle sei differenti etichette di loro proprietà |
| 1936 | Becky Deem, She Was a Gamblin' Girl Pig Meat Papa                | Perfect   | 6-04-55   | 23 gennaio 1935 March 25, 1935 | 16678-1 17181-1   | L'American Record Corporation decise di pubblicare simultaneamente queste canzoni sulle sei differenti etichette di loro proprietà |
| 1936 | Becky Deem, She Was a Gamblin' Girl Pig Meat Papa                | Romeo     | 6-04-55   | 23 gennaio 1935 March 25, 1935 | 16678-1 17181-1   | L'American Record Corporation decise di pubblicare simultaneamente queste canzoni sulle sei differenti etichette di loro proprietà |
| 1936 | Becky Deem, She Was a Gamblin' Girl Pig Meat Papa                | Paramount | 6-04-55   | 23 gennaio 1935 March 25, 1935 | 16678-1 17181-1   | L'American Record Corporation decise di pubblicare simultaneamente queste canzoni sulle sei differenti etichette di loro proprietà |
| 1940 | Sail On, Little Girl, Sail On Don't You Love Your Daddy No More? | Bluebird  | B-8550    | 15 giugno 1940 17 giugno 1940  | 051505 051325     | |
| 1940 | Alberta T.B. Blues                                               | Bluebird  | B-8559    | 15 giugno 1940                 | 051507 051503     | |
| 1940 | Easy Rider Worried Blues                                         | Bluebird  | B-8570    | 17 giugno 1940                 | 051322 051324     | |
| 1941 | Roberta The Red Cross Store Blues                                | Bluebird  | B-8709    | 15 giugno 1940                 | 051506 051504     | |
| 1941 | New York City You Can't Lose-a Me Cholly                         | Bluebird  | B-8750    | 17 giugno 1940                 | 051323-1 051326-1 | |
| 1941 | Good Morning Blues Leaving Blues                                 | Bluebird  | B-8791    | 15 giugno 1940                 | 051501 051502     | |
| 1942 | I'm on My Last Go-Round                                          | Bluebird  | B-8981    | 15 giugno 1940                 | 051508-1          | Era la B-side di Thirsty Mama Blues del Hot Lips Page Trio                                                                         |
| 1945 | Rock Island Line Eagle Rock Rag                                  | Capitol   | 10021     | 4 ottobre 1944 27 ottobre 1944 | 398-3A1 457-2A    | Incluse nell'antologia The History of Jazz Vol. 1: The 'Solid' South della Capitol                                                 |
| 1946 | Yellow Gal When the Boys Were on the Western Plain               | Musicraft | 310       | 17 febbraio 1944               | 5129 5130-1       | |
| 1946 | Roberta John Hardy                                               | Musicraft | 311       | 17 febbraio 1944               | 5126-3 5133       | |
| 1946 | Where Did You Sleep Last Night? In New Orleans                   | Musicraft | 312       | 17 febbraio 1944               | 5128 5132         | |
| 1946 | Bill Brady Pretty Flowers in Your Back Yard                      | Musicraft | 313       | 17 febbraio 1944               | 5127 5131         | |
| 1946 | Easy Rider Pigmeat                                               | Disc      | 5501      | Giugno, 1946                   |                   | |
| 1947 | Sweet Mary Blues Grasshopers in My Pillow                        | Capitol   | A40038    | 27 ottobre 1944                | 459-2A 460-3A     | |
| 1948 | Irene Backwater Blues                                            | Capitol   | 40130     | 11 ottobre 1944                | 413-3A 416-3A     | |
| 1948 | Digging My Potatoes Defense Blues                                | Disc      | 5085      | Giugno, 1946                   | D-385 D-386       | |

### Album
| Anno | Titolo                                               | Etichetta | Num. catalogo | Note                                                  |
| ---- | ---------------------------------------------------- | --------- | ------------- | ----------------------------------------------------- |
| 1939 | Negro Sinful Songs                                   | Musicraft | Album 31      | 5 LP a 78 giri                                        |
| 1940 | The Midnight Special and Other Southern Prison Songs | Victor    | P-50          | 3 LP a 78 giri Featuring Golden Gate Quartet          |
| 1941 | Play Parties in Song and Dance                       | Asch      |               | 3 LP a 78 giri                                        |
| 1942 | Work Songs of the U.S.A.                             | Asch      |               | 3 LP a 78 giri                                        |
| 1944 | Songs by Lead Belly                                  | Asch      | A-343         | 3 LP a 78 giri                                        |
| 1946 | Negro Folk Songs                                     | Disc      | 660           | 3 LP a 78 giri                                        |
| 1947 | Midnight Special                                     | Disc      | 726           | 3 LP a 78 giri Featuring Woody Guthrie e Cisco Huston |